# Pautalia Glacier
Pautalia Glacier är en glaciär i Antarktis. Den ligger i Sydshetlandsöarna. Argentina, Chile och Storbritannien gör anspråk på området. Pautalia Glacier ligger 14 meter över havet.
Terrängen runt Pautalia Glacier är varierad. Havet är nära Pautalia Glacier österut. Trakten är glest befolkad. Närmaste befolkade plats är Captain Arturo Prat base, 17,0 kilometer nordost om Pautalia Glacier. 